# Neues Winterthurer Tagblatt
Das Neue Winterthurer Tagblatt (NWT) war eine Tageszeitung in Winterthur. Die liberale Zeitung war während 90 Jahren die Hauptkonkurrentin des eher demokratisch gesinnten Landboten. Sie stellte im Jahr 1968 ihr Erscheinen im 91. Jahrgang ein.

## Geschichte
Die erste Ausgabe der Zeitung, die in den ersten Jahren noch Winterthurer Nachrichten hiess, erschien am 11. Mai 1868. Ab dem 1. Juni erschienen die Winterthurer Nachrichten sechsmal in der Woche und gingen auf Kampfkurs gegen die unangefochtene Nummer 1 der Stadt, den Landboten, der unter anderem von Redaktor Gustav Friedrich Zscherzsche (1826–1880), Rektor der Industrieschule Zürich, nur zu gerne kritisiert wurde. Herausgegeben wurde sie vom Lübecker Typographen Johann Heinrich Westfehling-Ernst. Dabei wurde er von einer Subventionsgesellschaft abgesichert. Die Einhaltung der politischen Linie wurde von einem siebenköpfigen Komitee überwacht, dem unter anderem der Politiker und Financier der Zeitung Eduard Sulzer-Ziegler angehörte. Als nach der Nationalbahnkatastrophe die Liberalen die Macht in der Stadt übernahmen, wurde die Zeitung ihr Sprachrohr. Zu dieser Zeit umfasste sie sechs Seiten, die hälftig auf redaktionellen Inhalt und Inserate entfielen.

Hans Kägi

1890 nahm das Blatt nach einem Verlegerwechsel den Namen Neues Winterthur Tagblatt an. Erster Chefredaktor der Zeitung wurde Carl Täuber. Während seiner Amtszeit konnte sich das Blatt auf dem Platz Winterthur etablieren. Viele Beiträge zu dieser Zeit erschienen anonym, so auch Theaterbesprechungen des Schriftstellers Jakob Bosshart. Täuber trat 1897 als Chefredaktor zurück, seine Nachfolger waren vielfach für die Freisinnigen in der kommunalen oder kantonalen Politik unterwegs. Chefredaktoren waren unter anderem Oskar Reck, Hans O. Staub und Hans Zwicky. Von 1920 bis 1948 entwickelte Hans Kägi (1889–1971) den Feuilleton-Teil zu einem wichtigen Standbein des Neuen Winterthurer Tagblattes.
In den 60er Jahren geriet das Blatt jedoch in wirtschaftliche Schwierigkeiten, nachdem es sich im Januar 1963 im Rahmen eines Relaunchs für eine Neuausrichtung zur Boulevardzeitung entschieden hatte. Als «Eulach-Blick» verspottet, wurde die Redaktion zwei Jahre später von fünf auf drei Redaktoren verkleinert, und auch der damalige Chefredaktor Markus Gröber musste seinen Hut nehmen. Die anderen Medien auf dem Platz Winterthur kommentierten dies genüsslich. So berichtete die Winterthurer AZ davon, dass die Zeitung damit ihr Gesicht verloren habe. Als Folge davon wurde der neue Chefredaktor Hans Rentsch mit der Korrektur des zuvor eingeschlagenen Kurses beauftragt.
Am 1. Mai 1967 erschien das Neue Winterthurer Tagblatt mit einem gemeinsamen Kopfteil mit dem konservativen Weinländer. Jedoch konnte auch diese Kooperation, die zu Spannungen zwischen Rentsch und dem Weinländer-Chefredaktor Erwin Akeret geführt hatte, das Blatt nicht mehr retten. Es stellte am 28. September 1968 aufgrund von finanziellen Schwierigkeiten sein Erscheinen ein. Es war die erste von fünf Zeitungen, die zu dieser Zeit in Winterthur existierten und ihr Erscheinen einstellten.

## Redaktionsgebäude
Nach dem Namenswechsel 1890 zog die Redaktion des Blattes zunächst in das «Eggsche Haus» an der Eulachstrasse (heute Technikumstrasse, das Haus wurde 1937 abgerissen). Um die Jahrtausendwende war der Sitz am südlichen Rand der Altstadt, im Gebäude des späteren Velohändlers Hönes. Mit dem Wachstum wurden später auch noch Räumlichkeiten am Kirchplatz belegt, bis im Ersten Weltkrieg am Archplatz ein neues Redaktionsgebäude erstellt wurde. Dort blieb das NWT bis 1966/67, als der Betrieb unter dem Namen Druckerei Winterthur in einen Neubau in der Grüze verlegt wurde. Dort wurde die Zeitung als erste Zeitung der Schweiz neu im Rollenoffsetverfahren gedruckt, eine Entscheidung, die sich jedoch als finanzieller Fehlgriff erwies, hatte doch die Druckerei bisher die Zeitung querfinanziert. Der Druck der Zeitung wurde daher bis zum Ende des Erscheinens in die Druckerei Konkordia verlagert, die Hausdruckerei der in Konkurrenz zur Zeitung stehenden Hochwacht.